# تريسي شابمان

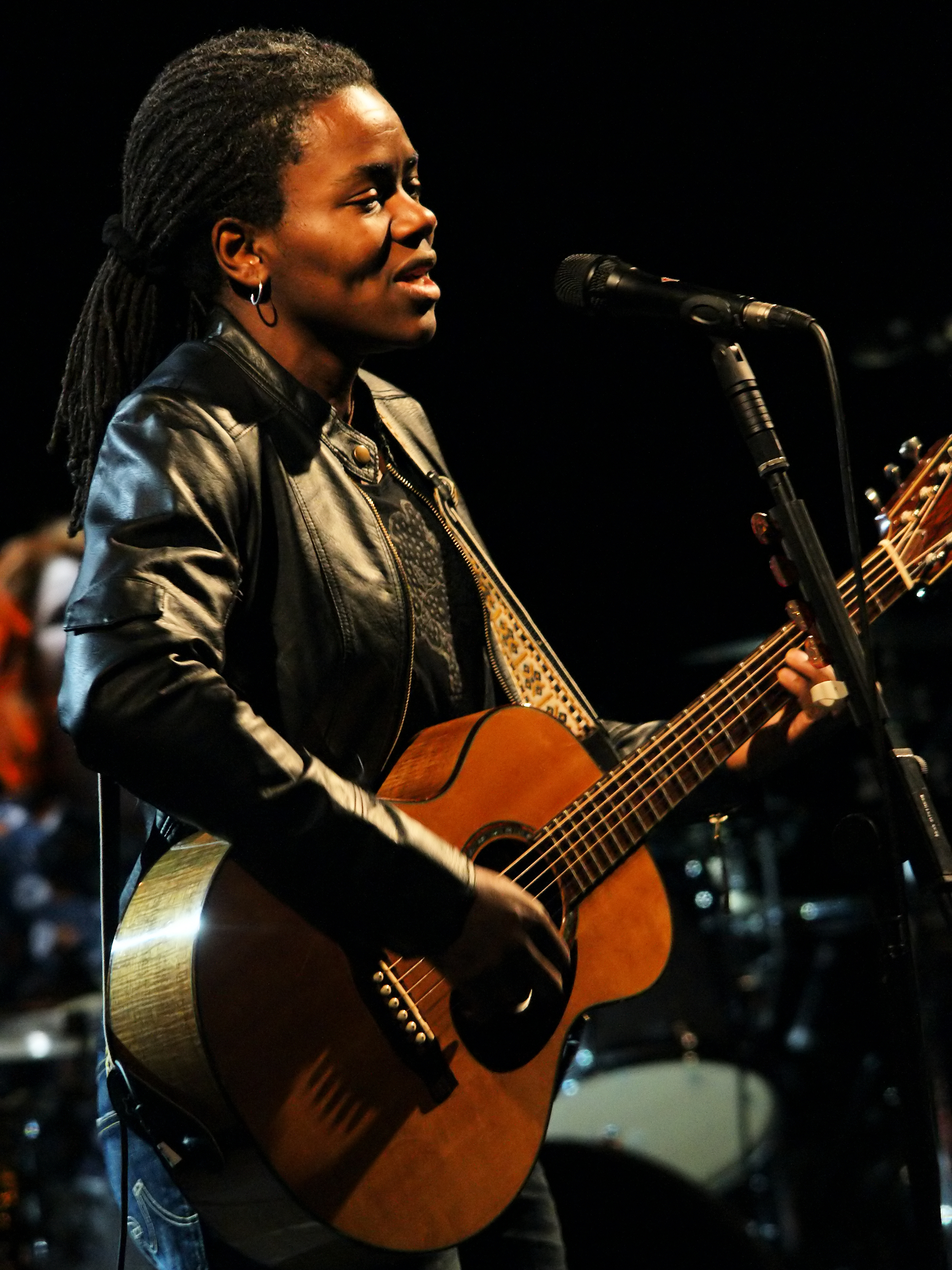
تريسي شابمين في حفل في تيد كونفرنس "Brugge " في مونتيري، كاليفورنيا - 2009.

تريسي شابمان (بالإنجليزية: Tracy Chapman) مغنية وكاتبة أغاني أمريكية ولدت في 30 مارس 1964 م بكليفلاند أوهايو، وحازت على العديد من الألقاب الفنية.
من أشهر ألبوماتها "Fast Car"، "Talkin' Bout a Revolution"، "Baby Can I Hold You"، and "Give Me One Reason".

## طفولتها
بدأت العزف على القيثارة وكتابة الأغاني منذ طفولتها، تم قبولها في البرنامج الفني «فرصة أحسن»، وهو برنامج وطني لتحديد وضم القدرات الواعدة في برنامج أكاديمي للتلاميذ ذوي البشرة الملونة، مما مكنها من ولوج «ووستر سكول» (Wooster School) في ولاية كونيتيكت كما تم قبولها في جامعة تفتس في ميدفورد (Tufts (University in Medford.

## حياتها الموسيقية
خلال المرحلة الإعدادية بدأت العزف على قيثارتها في المقاهي بكامردج في ولاية ماساتشوستس وبعد هذه المرحلة سجلت في SBK Records فأصدرت ألبوم «تريسي شابمان» في العام 1988. لاقى هذا الألبوم إقبالا فبدأت تقوم بجولات لكسب قاعدة من المحبين وذلك بقليل بعد أدائها لأغنية «سيارة سريعة» "Fast Car" خلال الاحتفال بعيد ميلاد نلسون مانديلا المتلفز في يونيو 1988، عرفت هذه الأغنية نجاحا كبيرا في أمريكا حتى أضحت من بين العشر الأوائل في ترتيب أغاني البوب في الولايات المتحدة.
بعد ذلك غنت "Talkin' About A Revolution،" ثم "Baby Can I Hold You،" التي أعاد غناؤها مجموعة Boyzone الآيرلندية. بيع الألبوم بشكل جيد وحاز على أربع جوائز غرامي وبذلك أضحت تريسي شابمان «أفضل فنان جديد». في نهاية 1988 قامت بدور مترجمة خاصة في دورة منظمة العفو الدولية «أمنيستي انتيرناشونال».

## وصلات خارجية
- تريسي شابمان على موقع IMDb (الإنجليزية)
- تريسي شابمان على موقع ألو سيني (الفرنسية)
- تريسي شابمان على موقع ميوزك برينز (الإنجليزية)
- تريسي شابمان على موقع رولينغ ستون (الإنجليزية)
- تريسي شابمان على موقع إن إن دي بي (الإنجليزية)
- تريسي شابمان على موقع أول ميوزيك (الإنجليزية)
- تريسي شابمان على موقع ديسكوغز (الإنجليزية)
- تريسي شابمان على موقع قاعدة بيانات الفيلم (الإنجليزية)
- الموقع الرسمي